# El Norte (Vitoria)
El Norte fue un periódico editado en Vitoria entre 1904 y, al menos, 1907.

## Descripción
Subtitulado «semanario católico-tradicionalista», era órgano oficial del partido carlista en la provincia de Álava. Apareció en marzo de 1904, con cuatro páginas de 58 por 37 centímetros a cuatro columnas, y veía la luz en la imprenta de Justo Fuertes. Entre sus colaboradores se contaron Manuel Polo Peyrolón, Nicolás Arteche y un L. Arráiz. Navarro Cabanes habla de un número de 28 de diciembre de 1907.